# Empleurum unicapsulare
Empleurum unicapsulare är en vinruteväxtart som först beskrevs av Carl von Linné d.y., och fick sitt nu gällande namn av Homer Collar Skeels. Empleurum unicapsulare ingår i släktet Empleurum och familjen vinruteväxter. Inga underarter finns listade i Catalogue of Life.